# Chiesa di Santa Maria Regina Pacis
La chiesa di Santa Maria Regina Pacis è una chiesa cattolica di Ostia, frazione di Roma, sita in piazza Regina Pacis.

## Storia
La realizzazione di una nuova chiesa cattolica fu promossa nel 1916 dall'ingegnere Paolo Orlando, che proposte al cardinale vescovo di Ostia Vincenzo Vannutelli di dedicarla a Maria in qualità di Regina della Pace "affinché non si protraessero più a lungo i giorni della guerra in atto". L'edificio era già stato inserito nel piano regolatore generale del 1909, venendo posizionato su una collinetta nei pressi della stazione ferroviaria e del palazzo del Governatorato.
Nel 1917 il terreno per la realizzazione della chiesa, pari a circa 2500 metri quadrati, fu donato dal comune di Roma ai padri agostiniani della basilica di Sant'Aurea a Ostia Antica e quindi il cardinale Vannutelli contattò l'architetto Giulio Magni per progettare l'edificio. La prima pietra fu posata alla presenza di Vannutelli il 21 giugno 1919 ma i lavori si fermarono poco tempo dopo a causa delle difficoltà economiche degli agostiniani, a cui subentrarono successivamente i padri pallottini della Società dell'apostolato cattolico.
La chiesa fu consacrata il 20 dicembre 1928 e aperta al culto a partire dal 28 dicembre successivo. Vannutelli aveva stabilito di erigere la chiesa a parrocchia nel luglio 1926 ma dato lo smarrimento del decreto di promulgazione, quest'ultima fu ribadita nel 1937 dal cardinale vescovo Gennaro Granito Pignatelli di Belmonte.

## Descrizione
La chiesa è sita su una collinetta di Ostia, nel quartiere Lido di Ostia Levante, in piazza Regina Pacis nei pressi del palazzo del Governatorato e a breve distanza dalla stazione di Lido di Ostia Centro della ferrovia Roma-Lido, ed è rivolta verso sud-ovest in direzione del mar Tirreno.
L'impianto strutturale è di tipo basilicale, con una pianta a croce latina che misura 56 metri di lunghezza (tra portale d'ingresso e abside) e 21 metri di lunghezza (transetto), e comprende un campanile a pianta quadrangolare, sito sul braccio destro del transetto, e una cupola a pianta ottagonale, sormontata da una piccola lanterna con croce e alta complessivamente 42 metri.
Adiacente alla chiesa sono presenti: l'Istituto paritario Vincenzo Pallotti, istituto paritario dei padri pallottini inaugurato nel 1947 e dotato di scuola secondaria di primo grado e liceo scientifico, e l'impianto sportivo PalaAssobalneari dell'associazione sportiva dilettantistica Stelle Marine Basket.

### Esterno

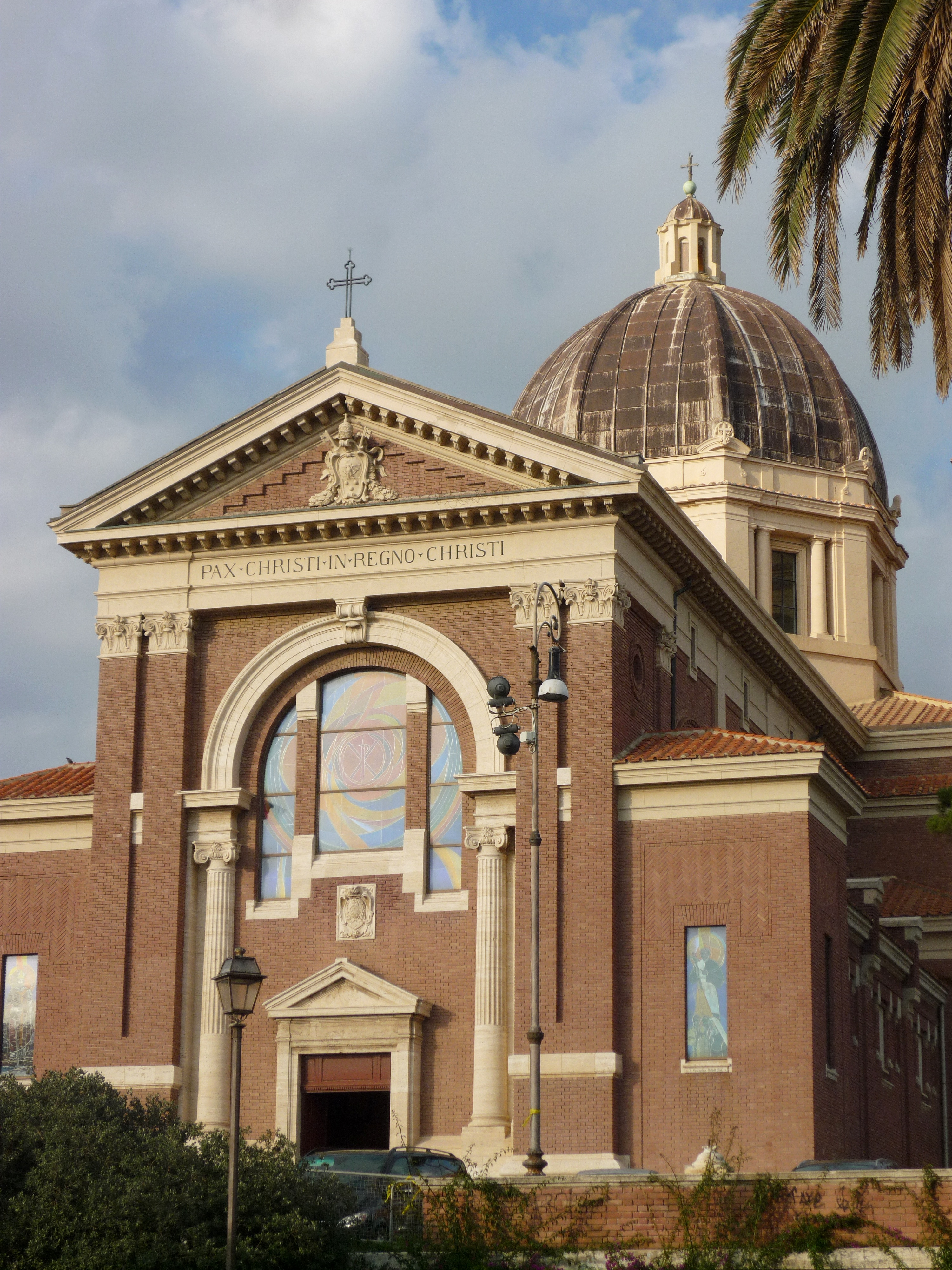
La facciata e la cupola

La facciata è a salienti e può essere tripartita in base alle tre navate: le due parti laterali, corrispondenti alle cappelle laterali, presentano due semplici finestre rettangolari con le vetrate raffiguranti sant'Agostino d'Ippona (a sinistra) e san Vincenzo Pallotti (a destra); la parte centrale, che si trova in corrispondenza della navata centrale, ha un apparato decorativo più complesso che comprende due coppie di lesene con capitelli corinzi che sorreggono un ampio arco a tutto sesto sorretto da due colonne ioniche scanalate, all'interno del quale si trovano, dal basso all'alto, il portale con timpano triangolare, lo stemma marmoreo del cardinale Vincenzo Vannutelli e il grande finestrone con vetrata policroma con, al centro il monogramma di Cristo. A concludere la facciata vi è il frontone triangolare, decorato al centro con lo stemma di papa Pio XI e sotto la base con l'iscrizione "PAX CHRISTI IN REGNO CHRISTI".

La cupola poggia sul tamburo, dalle forme severe, che ha un diametro di 12 metri. In ognuno degli otto lati di esso si apre un finestrone rettangolare affiancato da due colonne tuscaniche.

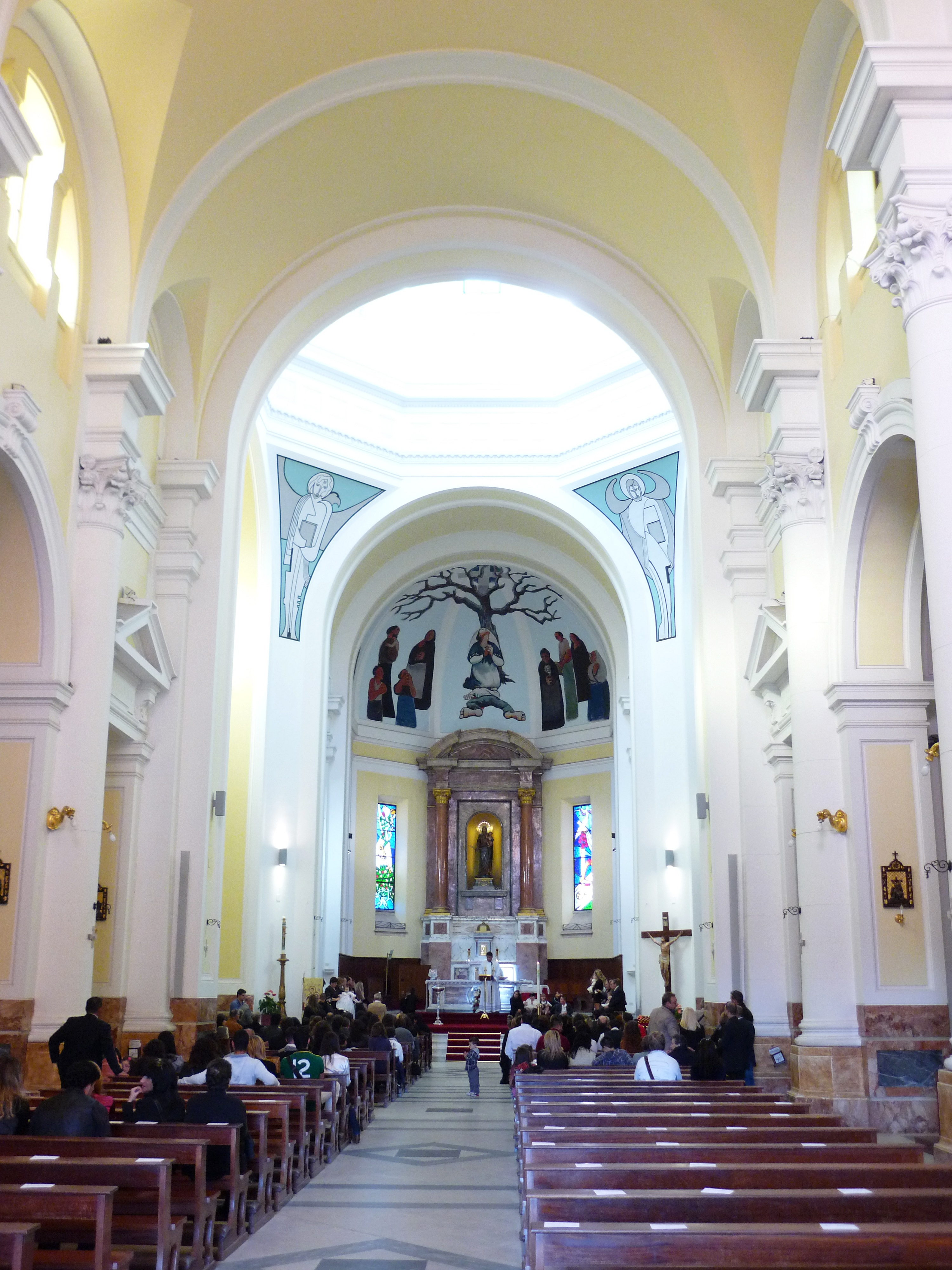
L'interno

### Interno
L'ampia navata centrale si ispira al braccio trasversale della basilica romana di Santa Maria degli Angeli e dei Santi, con volta a botte lunettata e tre grandi finestroni per lato a lunetta tripartita. Sorreggono la volta otto grandi colonne lisce con capitelli corinzi, quattro per lato, poste negli spazi fra le arcate che separano la navata centrale dalle cappelle laterali. Fra queste spicca la cappella della Pietà, con statua in legno dipinto, e la cappella della Madonna di Pompei, con elaborato altare in stile neobarocco.
I due bracci del transetto terminano ciascuno con un'ampia nicchia quadrangolare della medesima larghezza, ognuna sorretta da due colonne corinzie. All'interno di ciascuna nicchia, si trova un altare marmoreo: quello del braccio destro presenta un grande dipinto moderno raffigurante San Vincenzo Pallotti (di Mario Rosati); quello del braccio sinistro, invece, è dedicato al Sacro Cuore di Gesù.
Il presbiterio, sopraelevato di alcuni gradini rispetto al resto della chiesa, occupa interamente l'abside poligonale. Al centro, presenta il grande altare maggiore con paliotto in marmi policromi disposti a formare dei disegni geometrici. In posizione arretrata, invece, l'ancona, anch'essa in marmo, con al centro una nicchia con la Statua della Madonna col Bambino e, ai lati, due colonne in porfido rosso con i capitelli corinzi dorati.

### Vetrate
Nei giorni 28, 29 e 30 settembre 2007, in occasione della festa patronale della parrocchia, sono state inaugurate le nuove vetrate artistiche, realizzate dall'artista-artigiano Albano Poli in vetro soffiato a bocca di prima scelta policromo di produzione Lamberts.
La nuova vetrata principale e centrale rappresenta il simbolo del Cristo Pasquale da cui si espande, con una spirale centripeta, il segno dell'Alleanza eterna richiamata dai colori dell'arcobaleno, che invita a riflettere sullo scopo per cui questa chiesa fu costruita: eretta tra due conflitti mondiali, doveva diventare monito per le future generazioni del primo dono dello Spirito Santo ad un'umanità tragicamente ferita.
Esternamente quest'opera si inserisce in un arco sopra il portale della chiesa, mentre all'interno spicca maestosamente sopra le canne dell'organo.
Ai lati di questo grande e affascinante "rosone" troviamo due vetrate raffiguranti (a sinistra) Sant'Agostino d'Ippona -tra l'altro patrono di Ostia Lido- e (a destra) S. Vincenzo Pallotti (sacerdote romano fondatore dell'Unione dell'Apostolato Cattolico, distintosi per la capacità di aggregare laici e religiosi alla partecipazione della missione della Chiesa).
Nella parte laterale della chiesa troviamo ancora altre importanti figure rappresentate sulle nuove e colorate vetrate: due papi (Giovanni Paolo II e Paolo VI) e due martiri polacchi, meno noti dei precedenti ma la cui testimonianza di vita e di morte li rende ammirevoli e esemplari: il beato Jankowski, un sacerdote pallottino morto nel campo di concentramento di Auschwitz, e il beato Stanek, anch'egli pallottino, trucidato dai nazisti durante l'insurrezione di Varsavia del 1943.

### Organo a canne
Sulla cantoria in controfacciata si trova l'organo a canne Mascioni opus 862, costruito nel 1965. Lo strumento è a trasmissione elettrica e dispone di 26 registri, per un totale di circa 1900 canne; il suo materiale fonico è collocato all'interno di un unico corpo, con mostra in stile ceciliano. La consolle si trova anch'essa in cantoria ed ha due tastiere di 61 note ciascuna ed una pedaliera concavo-radiale di 32 pedali.